# 臺灣空氣污染

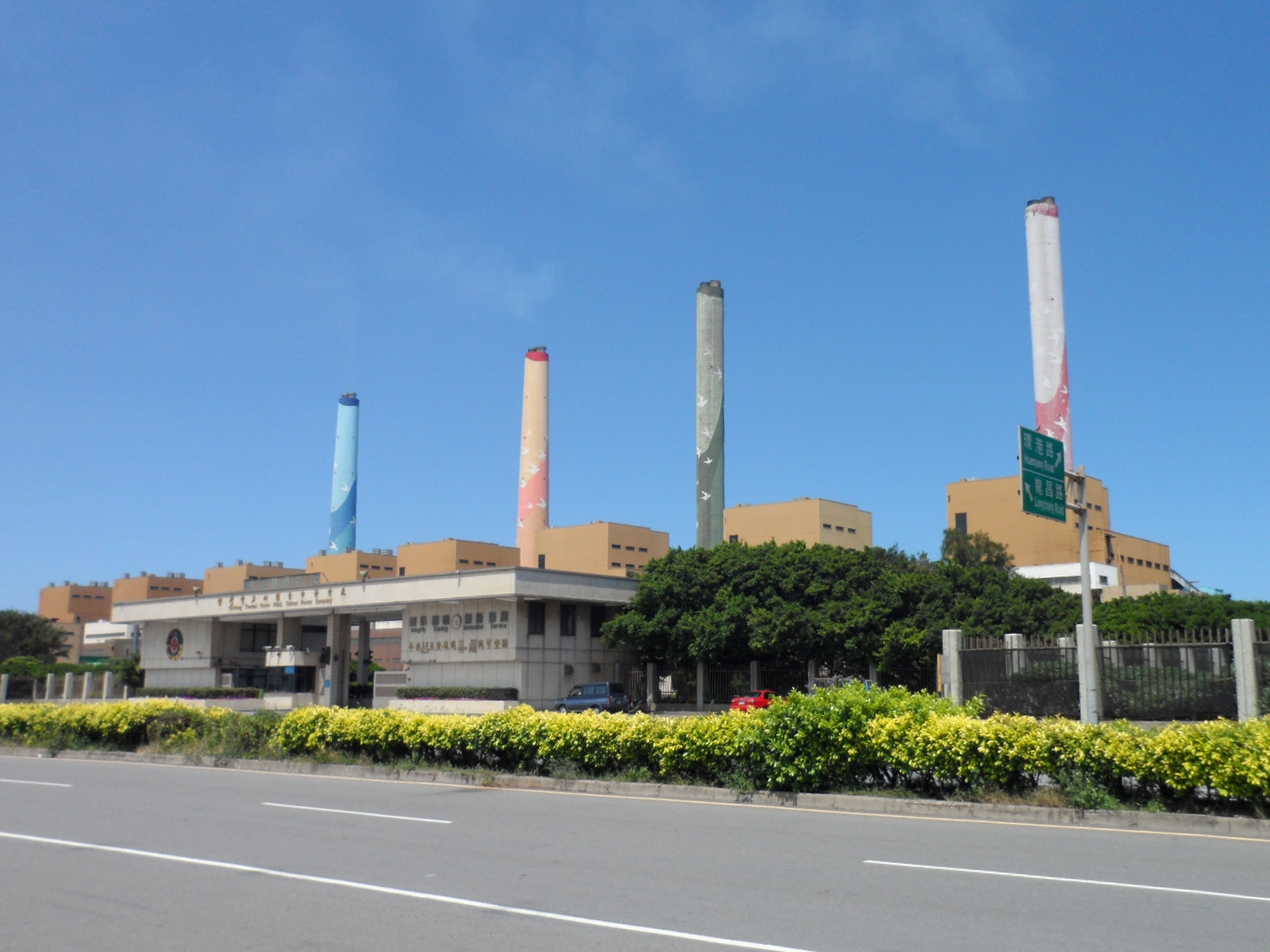
台中火力發電廠目前為世界二氧化碳排放量最大的燃煤發電廠，常被認為是臺灣中部空氣污染源。

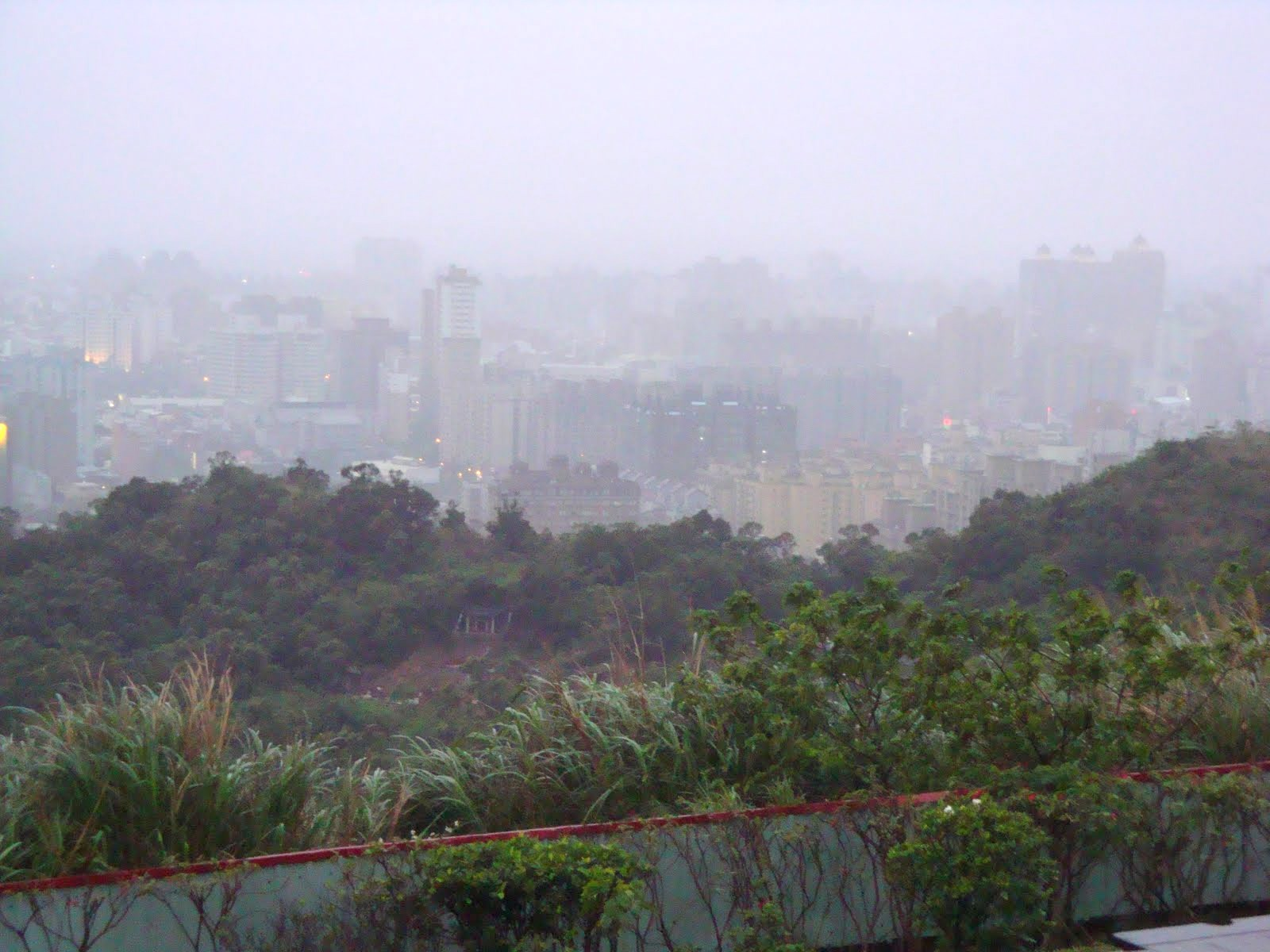
2010年4月15日，從台北市的市郊鳥瞰市區。

台灣的空氣汙染，主要分作由境內產生（如工廠及發電廠）及境外移入（如中國大陆、韩国、日本）兩者。其中PM2.5汙染有66%出自本土。地形也是惡化台灣空氣汙染的重要因素。比如：台北市及人口最多的城市新北市被群山環繞；其他台灣西部沿海的城市及工業區的東邊（例如：台中市、台南市及高雄市）則是高聳連綿的中央山脈等，容易在冬天的時候阻擋東北季風吹散中南部空氣中的懸浮微粒。台灣的空氣汙染早已存在，然而在早期，PM2.5的微粒常被當成霧，直到2015年左右，民眾才逐漸意識其問題與嚴重性。
空氣品質新指標（AQI）指標分六等級，分別是良好的綠色、普通的黃色、對敏感族群不健康的橘色、對所有族群不健康的紅色、非常不健康的紫色和危害的褐色；中南部冬季汙染物，主要是細懸浮微粒PM2.5。
2016年12月，環保署修改空氣品質預報的標準，從原本的「細懸浮微粒PM2.5指標」改成「AQI」。其中，爭議最大的便是過去PM2.5濃度超過大於70微克／立方公尺就算「紫爆」；但新修的指標，卻是提升到150微克／立方公尺才會達到，這引發民間團體不滿。但環保署強調，AQI雖然數值上變更了過去的標準，但同時也將警示範圍調降成超過54.5微克／立方公尺的「紅害」，便提醒民眾注意防範。
根據中华民国行政院環保署統計，自2016年12月實施空氣品質新指標到2017年2月20日期間，台湾南部地區空氣品質達到「不良橘」以上的天數，八十天中有七十六天，另有四天是普通，沒有任何一天是良好，不健康天數達九成五；中部地區八十天中，也有卅七天達到不健康的「不良橘」，空汙天數達到百分之四十六；北部地區八十天中有十二天「不良橘」以上天數。

## 空氣汙染指標

### 細懸浮微粒 PM2.5
台灣的標準為15µg/m3；美國則自2013年起將標準上修為12µg/m3；世界衛生組織的標準則為小於10µg/m3。

## 區域空氣品質
《蘋果日報》統計2016年全台「一般空氣品質監測站」數據，即設置於人口密集、可能發生高污染或能反映較大區域空氣品質之測站。台灣西半部AQI大於100日數，以北部、桃竹苗較佳，介於23~64日；中部地區次之，介於69~84日；南投、雲嘉南則有97~120日，高屏地區則有100~160日，其中最差3區分別為左營、潮州及大寮，都在142日以上。
高雄市左營區、雲林縣崙背、屏東縣屏東市為2016年全台最頻繁觸及PM2.5紅色警戒的地方。
| 縣市                             | 比例  |
| -------------------------------- | ----- |
| 1. 高雄市 （包含屏東市、潮州鎮） | 34.5% |
| 2. 嘉義市                        | 34.2% |
| – 南部地區                       | 31.7% |
| 3. 雲林縣                        | 31.6% |
| – 嘉義縣市                       | 30.7% |
| 4. 台南市                        | 30.3% |
| 5. 南投縣                        | 29.5% |
| 6. 嘉義縣                        | 27.2% |
| 7. 屏東縣（包含恆春半島）        | 26.0% |
| 8. 台中市                        | 21.7% |
| – 中部地區                       | 21.4% |
| 9. 彰化縣                        | 20.1% |
| 10. 苗栗縣                       | 14.6% |
| 11. 新竹縣                       | 13.3% |

### 北部
北部地區的空氣汙染源，主要來自都會區龐大的汽機車廢氣的細懸浮微粒 (PM2.5)。

### 離島、東部
金門、馬祖等離島地區的空氣汙染主要來自中國。其中金門空品區受到最大影響，空氣污染的嚴峻程度與台灣本島南部不分軒輊。

### 中部
- 2007/10/13
- 2010/4

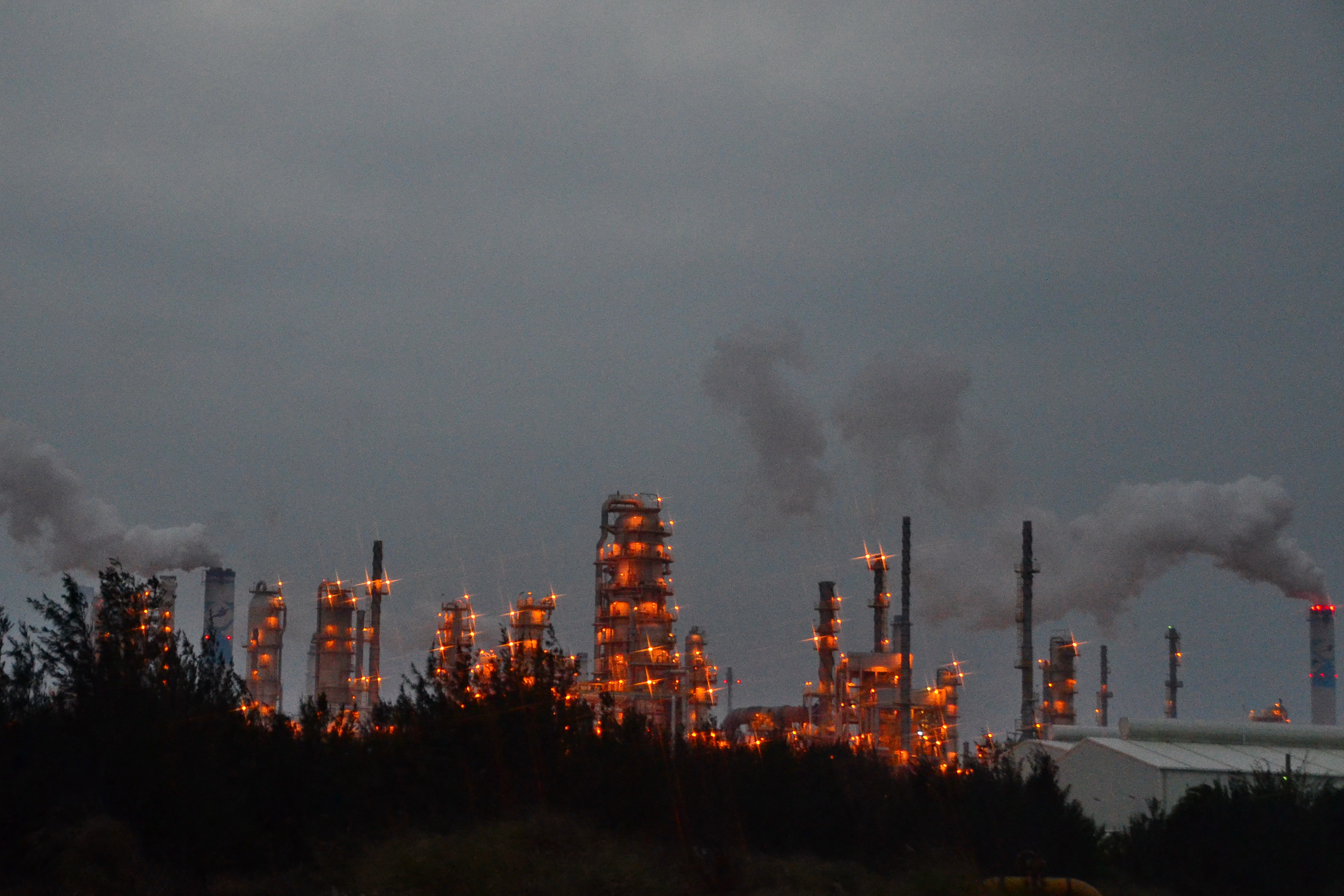
位於雲林縣的台塑六輕是台灣中南部一大固定汙染源，拍攝於2014

中部的固定汙染源有發電廠及焚化爐、石化、造紙、鋼鐵廠等。
臺中火力發電廠位於臺中市龍井區，隸屬於臺灣電力公司，以煤炭為燃料。廠址位於臺中港南端，於1986年（民國75年）開始興建，緊鄰大肚溪出海口北岸，西鄰臺灣海峽，廠區面積277.5公頃，儲煤場面積68公頃，用地由臺中港抽砂回填之海埔新生地，於發電廠北方建有卸煤碼頭供運煤船使用，是世界第二大燃煤火力發電廠，同時也是台灣發電量最大的發電廠，二氧化碳排放量亦為世界第一。廠區煙囪高250公尺以利燃煤廢氣排放。
第六套輕油裂解廠的二氧化碳排放量約為台灣總排放量的1/5，每年產生1萬6000噸的硫氧化物與3340噸的懸浮微粒。

#### 改善措施

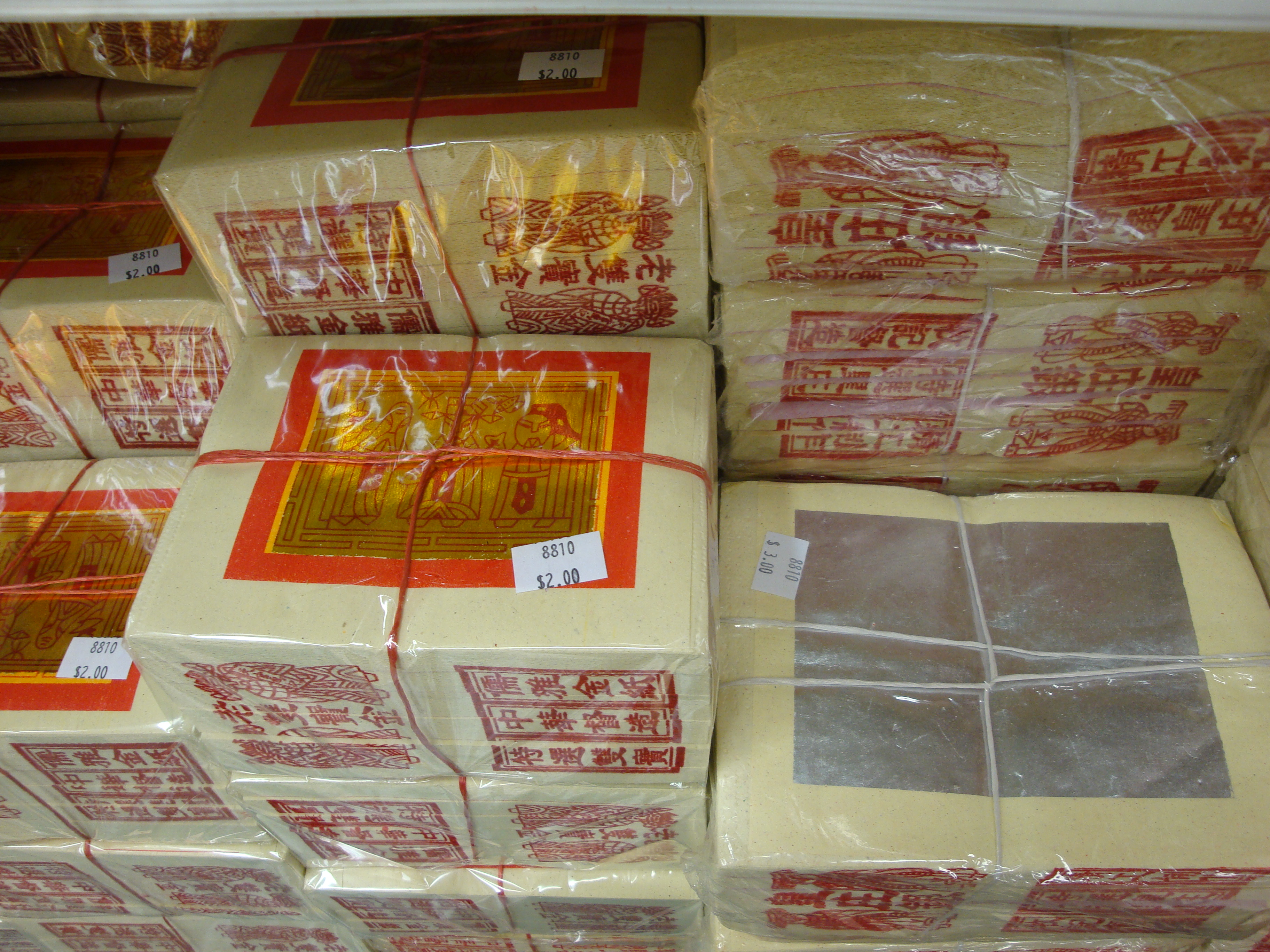
中央研究院的研究發現，廟宇在民俗季節焚燒紙錢期間，其周邊的PM10濃度會上升到平常的5-6倍；PM2.5濃度平均飆升15µg/m3。 (參閱 線香)

- 2017年，時任行政院長賴清德請求台電加速新增台中火力發電廠的天然氣機組，台電應允[17]。燃氣機組預估於2025年啟用[18]。
- 2017年底台中市長林佳龍強制台中火力發電廠減少煤炭用量達20%，2018年燃煤許可量從數十年來的2100萬噸減少到1600萬噸。[19][20]
- 2018年初，蔡英文政府決議讓第二核能發電廠恢復持續運轉，行政院原子能委員會截至2018年三月，刻正辦理審查中。[21]

### 南部
而雲嘉南以及高屏地區AQI>100的天數皆超過百天以上，幾近於全年的3分之1。硫氧化物及氮氧化物的污染會造成酸雨，南部及北部地區的酸雨是最嚴重的。詩人余光中曾寫下《控訴一枝煙囪》來形容遭受嚴重污染的高雄空氣。
冬季時，在東北季風吹拂下，南部地區成為下風處，許多來自中國大陸及台灣中北部的汙染物容易堆積於此。

#### 雲林、嘉義、台南

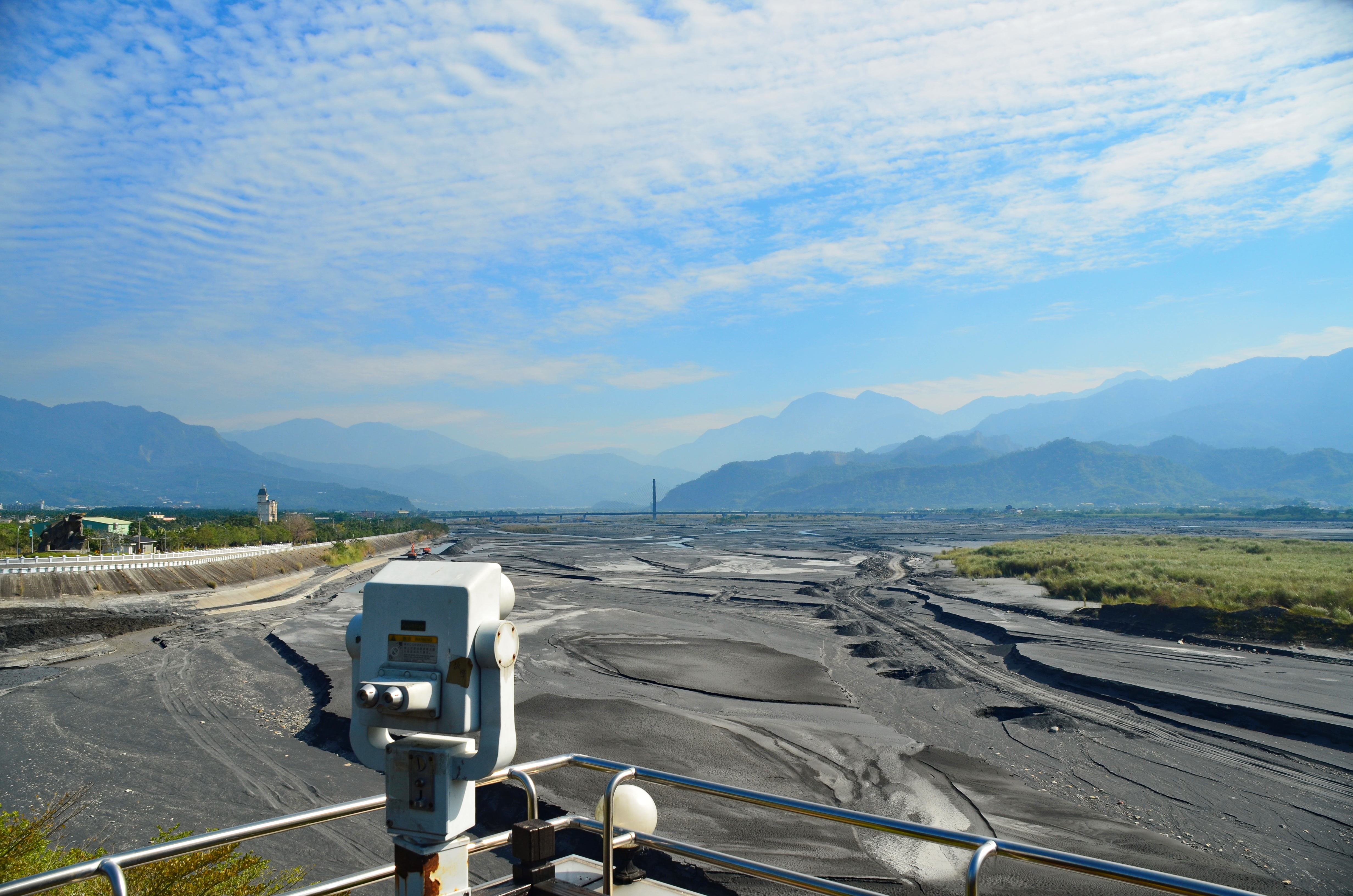
從集集攔河堰管理中心向東望濁水溪和集鹿大橋。(2013/12/1)

雲嘉南的空氣品質通常在冬季附近最糟，起因為冬季時，雲嘉南地區少雨，河床裸露，加上東北季風吹拂下，因而揚起漫天沙塵。雲嘉南的空氣汙染也與附近的重工業聚落有關。雲嘉南地區是全台空氣品質第二差的區域，僅次於高屏地區。
興達火力發電廠是1970年代台灣南部地區工業發展迅速，因應大量用電需求須建立大型火力發電廠，是台南與高雄地區的一大固定汙染源。

##### 改善措施
- 中華民國經濟部與台灣電力公司會依照實際備載（用電）情形進行發電廠降低負載。[30]
- 中央水利署持續督導地方河川局執行河川揚塵之應對措施。[30]
- 中央農委會勸導地方農民不要露天燃燒稻草[30]。
- 雲林縣曾在2015年6月公告「工商廠場禁止使用生煤及石油焦自治條例」，然而同年9月遭毛治國內閣以「《能源管理法》屬中央權限，且《空污法》中規定使用生煤、石油焦的管制是採「許可制」，雲林意圖「全面禁止」是剝奪人民請求核發許可之權利」為由函告無效[31]，引起雲林縣政府及地方環保團體不滿[32]。

#### 高雄市
高雄空氣汙染來源PM2.5濃度組成

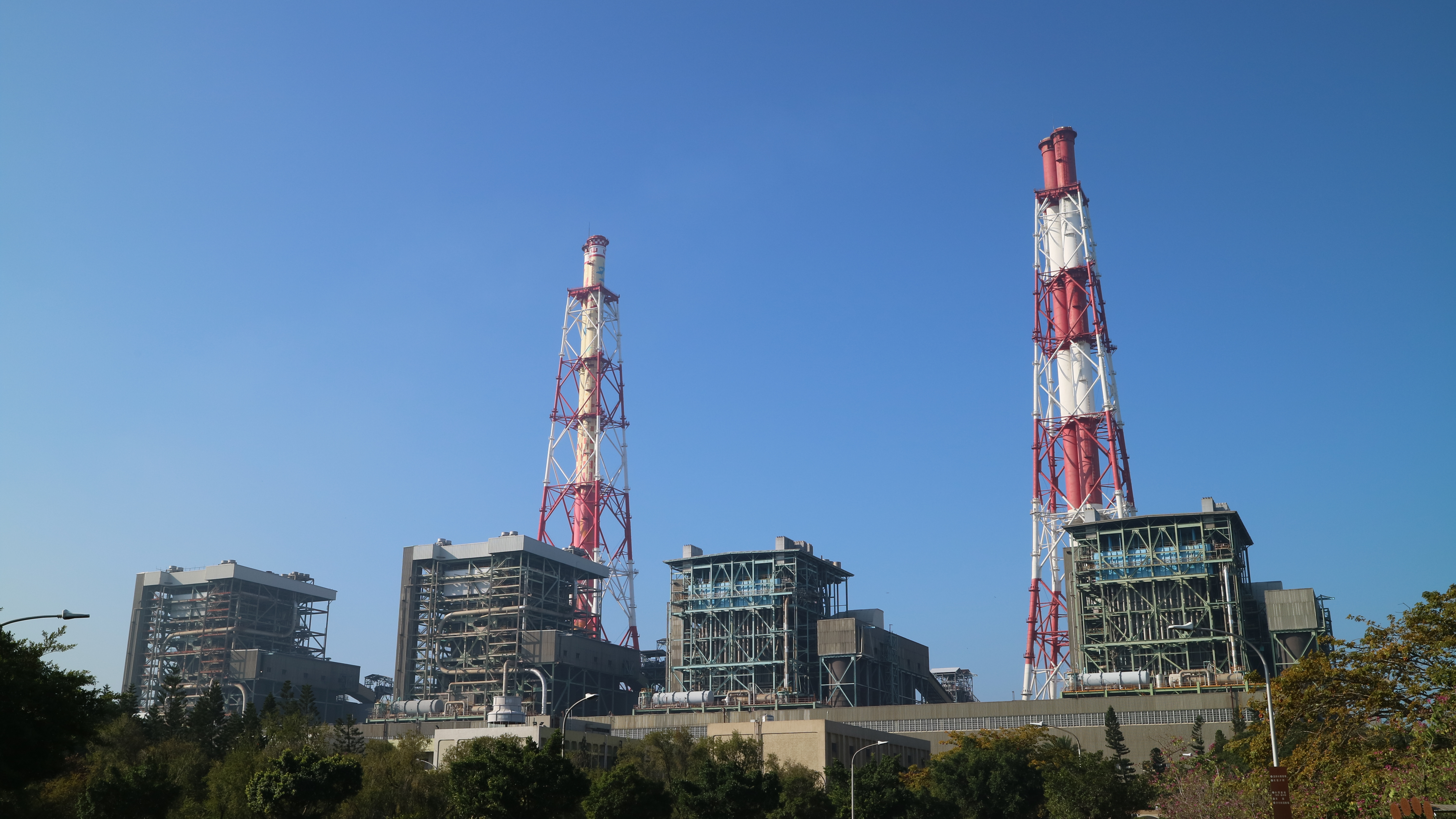
興達燃煤發電廠是台南市與高雄市的一個重大固定汙染源

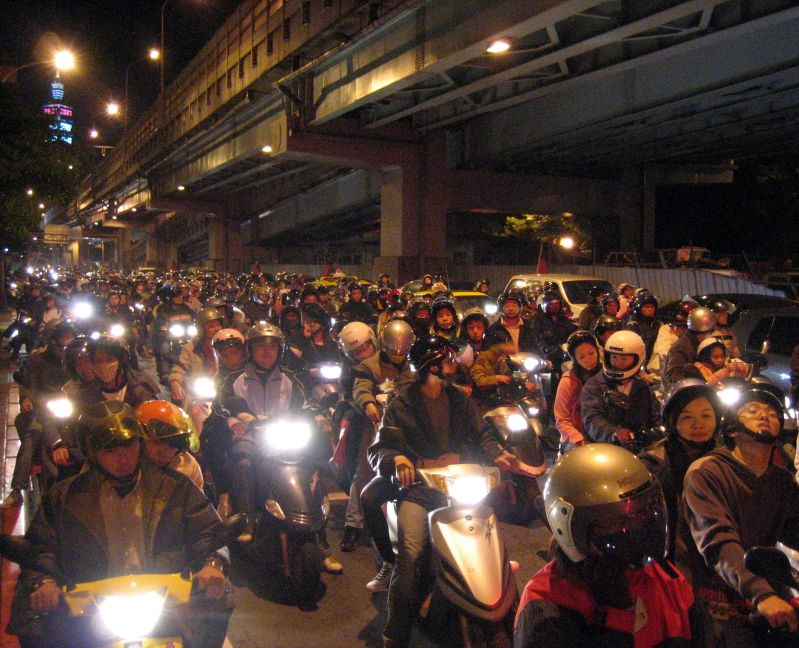
摩托車是現今絕大多數台灣成人的主要交通工具，柴油車、在台灣是重大的移動汙染源。

高雄市空氣品質指標AQI>100的天數以左營區最糟，2016年11月到2017年10月共有170天、楠梓區居次，一年也有153天。
根據統計，2016全台灣空氣品質最差的地區以高雄市左營區156天不良居冠。
即便位於後勁的五輕關閉，左營區等北高雄的空氣品質仍是全台灣最糟的地方。台灣空氣污染最嚴重的地方即為高屏地區。2015年根據康健雜誌報導，全台PM2.5污染前三名，全部都在高雄。

##### 重工業
在國民政府遷臺後選擇在距離中華民國總統府所在地首都台北市300多公里遠的高雄發展重工業，於是高雄聚集了國營的鋼鐵、石化工業龍頭，連帶吸引相關廠商進駐，使得全台灣空氣汙染排放比較大的列管工廠，總共有7100家，高雄就佔了3千家 (全台87%鋼鐵業集中在高雄)。2015年，環保署雖擬定「高屏空汙總量管制計畫」，但為求順利推行，計畫開始前3年並不需要減少排放。2014-2015年間，環保署自動監測站顯示：左營、鳳山、小港地區，一整年PM2.5濃度，都不在良好範圍。
林園石化工業區旁的林園區居民經常需要面對大量黑炭於空氣中散落的問題。林園北汕里里長劉新發：「每次都很難洗，這邊住戶真的很可憐，很可憐。」
| 測站名稱         | 日期(起)   | 日期(迄) | 天候 | 總懸浮微粒(TSP) | 懸浮微粒(PM10) | 鉛    | 日期(起) | 日期(迄) | 落塵量 |
| ---------------- | ---------- | -------- | ---- | --------------- | -------------- | ----- | -------- | -------- | ------ |
| 鼓山圖書分館     | 2019/01/03 | 01/04    | 晴   | 82              | -              | 0.038 | 12/27    | 01/27    | 1.44   |
| 西子灣中山大學   | 2019/01/08 | 01/09    | 晴   | 87              | -              | 0.021 | 12/27    | 01/28    | 1.47   |
| 左營國小         | 2019/01/03 | 01/04    | 晴   | 86              | -              | 0.049 | 01/02    | 01/30    | 1.51   |
| 半屏山電信局     | 2019/01/03 | 01/04    | 晴   | 100             | -              | 0.063 | 12/27    | 01/28    | 0.99   |
| 楠梓區清潔隊     | 2019/01/09 | 01/10    | 晴   | 128             | -              | 0.072 | 12/27    | 01/28    | 2.10   |
| 河濱國小         | 2019/01/03 | 01/04    | 晴   | 100             | -              | 0.066 | 12/27    | 01/28    | 1.90   |
| 愛國國小         | 2019/01/03 | 01/04    | 晴   | 97              | -              | 0.063 | 12/27    | 01/28    | 2.18   |
| 莊敬國小         | 2019/01/03 | 01/04    | 晴   | 92              | -              | 0.053 | 12/27    | 01/28    | 1.85   |
| 衛生局中正辦公室 | 2019/01/03 | 01/04    | 晴   | 93              | -              | 0.078 | 12/27    | 01/28    | 1.72   |
| 環保局環境檢驗科 | 2019/01/03 | 01/04    | 晴   | 87              | -              | 0.046 | 12/27    | 01/28    | 1.77   |
| 前鎮國小         | 2019/01/03 | 01/04    | 晴   | 91              | -              | 0.066 | 12/27    | 01/28    | 3.73   |
| 路竹地政事務所   | 2019/01/09 | 01/10    | 晴   | 121             | -              | 0.066 | 12/27    | 01/28    | 1.56   |
| 仁武國中         | 2019/01/09 | 01/10    | 晴   | 136             | -              | 0.082 | 12/27    | 01/28    | 2.66   |
| 大寮區公所       | 2019/01/09 | 01/10    | 晴   | 131             | -              | 0.092 | 12/27    | 01/28    | 3.08   |
| 岡山醫院         | 2019/01/09 | 01/10    | 晴   | 143             | -              | 0.111 | 12/27    | 01/28    | 2.53   |
| 林園工業區       | 2019/01/09 | 01/10    | 晴   | 143             | -              | 0.081 | 12/27    | 01/28    | 2.36   |
| 大社工業區       | 2019/01/09 | 01/10    | 晴   | 142             | -              | 0.108 | 12/27    | 01/28    | 2.53   |
| 永安工業區       | 2019/01/09 | 01/10    | 晴   | 129             | -              | 0.114 | 12/27    | 01/28    | 3.80   |
| 阿蓮區公所       | 2019/01/09 | 01/10    | 晴   | 108             | -              | 0.073 | 12/27    | 01/28    | 1.22   |

| 測項 | 起始日期   | 結束日期   | 偵測極限 | 備註 |
| ---- | ---------- | ---------- | -------- | ---- |
| 鉛   | 2018/08/30 | 2019/08/29 | 0.043    |      |

落塵量 單位：（公噸／平方公里／月）。總懸浮微粒（TSP）、懸浮微粒（PM10）、鉛（Pb） 單位：μg/m3。落塵量與空氣中的懸浮微粒（PM10）高度相關。

##### 高雄港
環保署港區排放資料顯示，高雄港等港區內空氣汙染來源主要為船舶。台灣港務公司自2018年開始推動「岸電設施擴大使用」、「船舶進出港減速」、「船舶使用低硫燃油」及「港區施工機具及其他機械之減污作為」等措施。

##### 改善措施
2011年高雄市政府曾表示，在中央政府重北輕南的政策下，高雄市政府身為一個地方政府職權內截至2011年已經付諸實行的政策如下：
- 綠美化市容。[42]
- 翻轉城市形象。[42]

2016年新政府上任後，新推出的措施為：
- 公共運輸免費搭乘，以減少私人載具所造成的空氣汙染。[43]（經費由高雄市政府與中央政府下轄的環保署共同負擔。）
  - 初估減少二氧化碳約2304公噸，相當於高雄都會公園1年減碳量。[44]
- 前瞻計畫中，批准高雄捷運黃線，並在高雄新設FunTech體感園區，協助高雄改善空氣品質並促進產業轉型。
- 高雄市長陳菊希望台電的興達電廠燃煤機組除役時程提前，台電評估後已經答應。[45][46]
- 拜訪國營事業高層，獲得中鋼承諾3個月內提出分階段增設室內堆置料倉及煉焦爐的濕式淬火設備改為乾式、中油承諾進行空污防制設備改善及推動油氣回收、台電承諾規劃提前汰換老舊機組及積極推動擴大燃氣機組等、各國營事業配合高雄市府管制老舊柴油車輛的政策。[47]
  - 初步盤點中鋼、台電南部火力發電廠、中油大林廠等進行中、或預定進行的改善措施減量已達14％以上。[47]
- 發布「燃燒設備空氣污染物排放標準」。2018年7月起，高市內所有燃燒設備無論燃燒生煤、重油或其它燃料，都須達到最嚴格的燃氣標準，藉此加速管制啟動時程，並擴大管制範圍，促使工廠製程更新、替換燃料、提升防制設備效能。[47]
  - 已有14家廠商計21個製程更換燃氣鍋爐，預估每年可減少硫氧化物（英语：Sulfur oxide）1200公噸，氮氧化物750公噸。[47]
- 透過許可管制，要求興達電廠每年秋冬減少2成生煤使用量。[47]
- 降低高雄特有污染來源高雄港口船舶污染。[47]

高雄市政府表示，若能落實前述計畫則總體預估每年可減少排放粒狀物612公噸、硫氧化物5727公噸、氮氧化物3462公噸。

##### 產業轉型
國民政府撤退來台後在高雄港邊建立了各式重工業工廠，為早期台灣的工商業發展供應充沛的基礎原料與電力，為台灣經濟起飛的重要推手，然而時至今日卻因為這些工廠已佔去「因高屏空氣品質全台最差才首創『空氣污染總量管制』」的總量管制額度，使得台積電等高科技公司難以投資高雄，高雄的產業轉型遇上困難。

#### 屏東
屏東縣的空氣汙染主要逸散自高雄市及被東北季風吹至南臺灣堆積的汙染物。

### 南電北送
2009年，南部的所有電廠之年發電量為1358萬千瓦，而南台灣用電量為975萬千瓦，惟北部發電量則呈現供不應求。於這樣的時空背景之下，當時的中央政府仍持續於南部興建燃煤電廠，引發爭議。為此，高雄市長陳菊曾公開表示：「若大林電廠擴建案只是為了掩蓋『南電北送』，高雄人沒法接受。」

2017年台中市長林佳龍表示，台中火力發電廠的發電機組是採亞臨界機種，與林口電廠的超超臨界設計不同，台中火力發電廠亞臨界機種的設計，發電時產生的汙染較林口電廠大，因此台中火力發電廠的燃煤減量很重要。林市長強調「基於環境正義，不能一直用中電外送」。

#### 區域發電量與用電量
台灣北部地區用電量約佔全台總發電量的40%，而北部電廠的發電量約占全台發電量的34%。

### 南北差距
2018年元月和同年五月，民主進步黨立委劉建國、中國國民黨立委陳宜民和蔣萬安、時代力量立委徐永明、台灣健康空氣行動聯盟理事長葉光芃，在中華民國立法院連袖召開記者會表明台灣空氣汙染呈現「一個台灣，兩種天空」的趨勢，表達對於空氣汙染南北差距日益擴大的憂心。
記者會中，委員們揭露台灣濁水溪以南的空氣品質與北台灣的差距在2008-2016年持續擴大，並在2017年達到了差距最大的時刻，PM10以嘉義縣、嘉義市最嚴重，有62.5微克/立方米，高雄市有60.2微克/立方米，同期間大台北都會區卻只有35.1微克/立方米。惡化的區域集中在濁水溪以南。台灣中南部地區空氣汙染達到紫色（有害等級）的小時數是大台北都會區的10倍以上。
徐永明說，空氣品質的南北差距越來越明顯，北部的空氣品質在改善的同時，南部卻逐漸惡化。他直言：「環保署、立法院要不要乾脆搬到南部去，讓官員真的動起來，正視這個問題。」
劉建國說，環境保護的資源主要應該投資在台灣中南部，「環保署未來改組，變成環境資源部後，總部應設在台灣中南部，『否則新政府要對選民如何交代』」。

#### 肺癌發生率
陳宜民表示，2016年高雄市立小港醫院曾針對高雄大林蒲、鳳鼻頭地區1806名民眾做身體檢查發現罹患肺癌的比率比一般民眾高超過10倍。整體平均下來，濁水溪以南的肺癌發生率比北部地區多了足足50%之多；楠梓區的肺癌發生率更是基隆市的兩倍。

#### 膀胱癌發生率
世界衛生組織（WHO）已確認吸入細懸浮微粒（PM2.5）會刺激細胞並透過體內泌尿系統排出，提高罹患肺癌、尿路上皮癌風險。基於此風險因子，有醫師推測，南台灣居高不下的癌症盛行率與南部地區嚴重的空汙和環境汙染有關。
台灣泌尿腫瘤醫學會統計後發現，膀胱癌好發於60歲以上的老年人且以男性居多。流行病學研究顯示，台灣膀胱癌盛行率約每10萬人口6.9人，但南台灣民眾則高達每10萬人口27.3人，高出全台平均值近3倍。

## 空氣汙染成分
依據監測資料分析，台灣最主要的空氣污染物為懸浮微粒及臭氧，是空氣品質惡化最主要的禍首（指標汙染物）。

### 懸浮微粒

#### 懸浮微粒PM10
顆粒直徑在10微米以下但大於2.5微米之粒子，又被稱為「浮游塵」。PM10主要出處包括道路揚塵、河川揚塵、汽機車排放廢氣、露天燃燒、營建施工、工地及農地耕作等，或由原生性空氣污染物轉化成之二次污染物，這類的二次汙染物雖然顆粒直徑大於2.5微米，但亦能深入人體肺部深處，如該粒子附著其他污染物，將加深對呼吸系統之傷害。台灣本島懸浮微粒污染嚴重的空品區為雲嘉南空品區以及高屏空品區，秋冬季節的大安溪、濁水溪、卑南溪與高屏溪受到乾燥的天氣和盛行的東北季風影響，河川揚塵頻繁，並隨著季風逸散至雲林以南的下風縣市，加上區域內重工業密集，導致雲林以南縣市的PM10濃度明顯偏高。
2017年全台灣PM10濃度最高的前三區分別為高雄市楠梓區和鳳山區、及雲林縣麥寮。
臺灣PM2.5平均 來源 

### 臭氧O3
臭氧係一種由氮氧化物、反應性碳氫化合物及日光照射後產生之二次汙染物，單位以ppm表示。具強氧化力，對呼吸系統具刺激性，能引起咳嗽、氣喘、頭痛、疲倦及肺部之傷害，特別是對小孩、老人、病人或戶外運動者有較大影響，同時對於植物，包括農作物有不良影響，常見人造材料，諸如橡膠（輪胎）及油漆等，均能造成臭氧危害。臭氧污染是一種光化學污染，不是直接排放出來的，而是由氮氧化物和揮發性有機物在高溫與強烈日照的天氣下產生的污染物，上述兩種物質的來源有汽機車廢氣、工業廢氣以及油品揮發等等。夏季氣溫上升，天氣晴朗，紫外線強烈，為臭氧污染的高好發季節。與秋冬季節好發的懸浮微粒污染不同，臭氧污染一般不會逐日累積，而是有明顯的時段差異，與日照強弱高度相關。時段上，中午過後到下午太陽下山前是臭氧濃度最容易飆升的時候，入夜後濃度便迅速降低。台灣西部因交通與工業活動興盛，在夏季與初秋時，晴朗高溫的天氣使臭氧濃度極易飆升，污染較嚴重的區域為臺北都會區、桃園中壢都會區、台中盆地以及高屏地區。其中高雄地區因重工業密集，且四季均有晴朗高溫的天氣，臭氧年平均濃度偏高。臺北都會區則是在夏秋季節，因都市熱島效應逐年增強而高溫不斷，加上盆地內龐大的交通廢氣，午後臭氧濃度屢屢飆升，常使空氣品質指標達到紅色警示等級。

### 酸雨
酸雨最嚴重的地方是台南市其次是高雄市。台灣中南部的大氣汞含量比北部地區來得高。焚化爐及火力發電廠排出的大量大氣汞被認為是酸雨的元兇之一。

### 能見度
太陽光一旦接觸到空氣中的懸浮微粒和二氧化氮等物質可能會被散射或吸收。然而低能見度不見得是空氣污染所致。

## 台灣空氣汙染的地理因素

### 地形

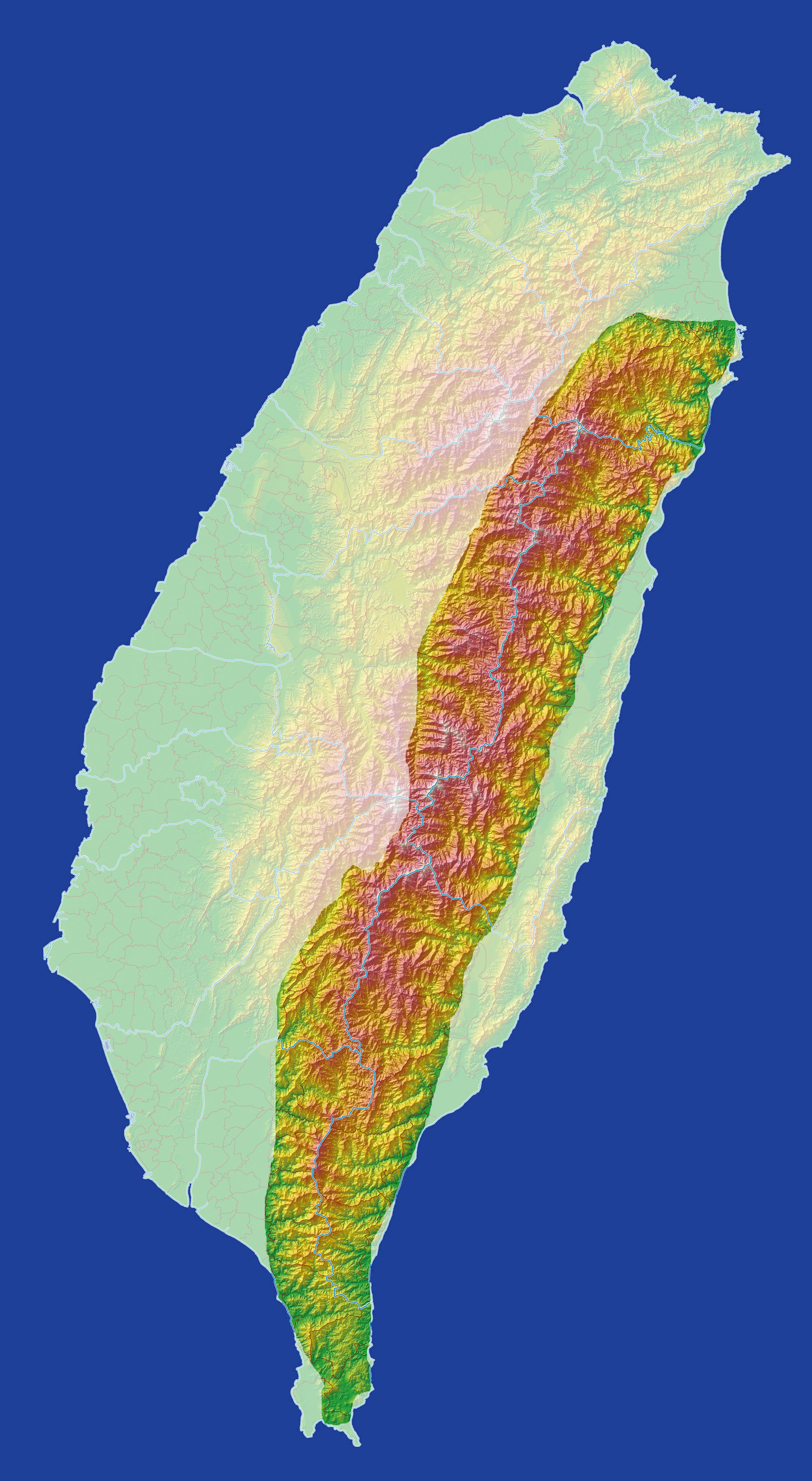
中央山脈

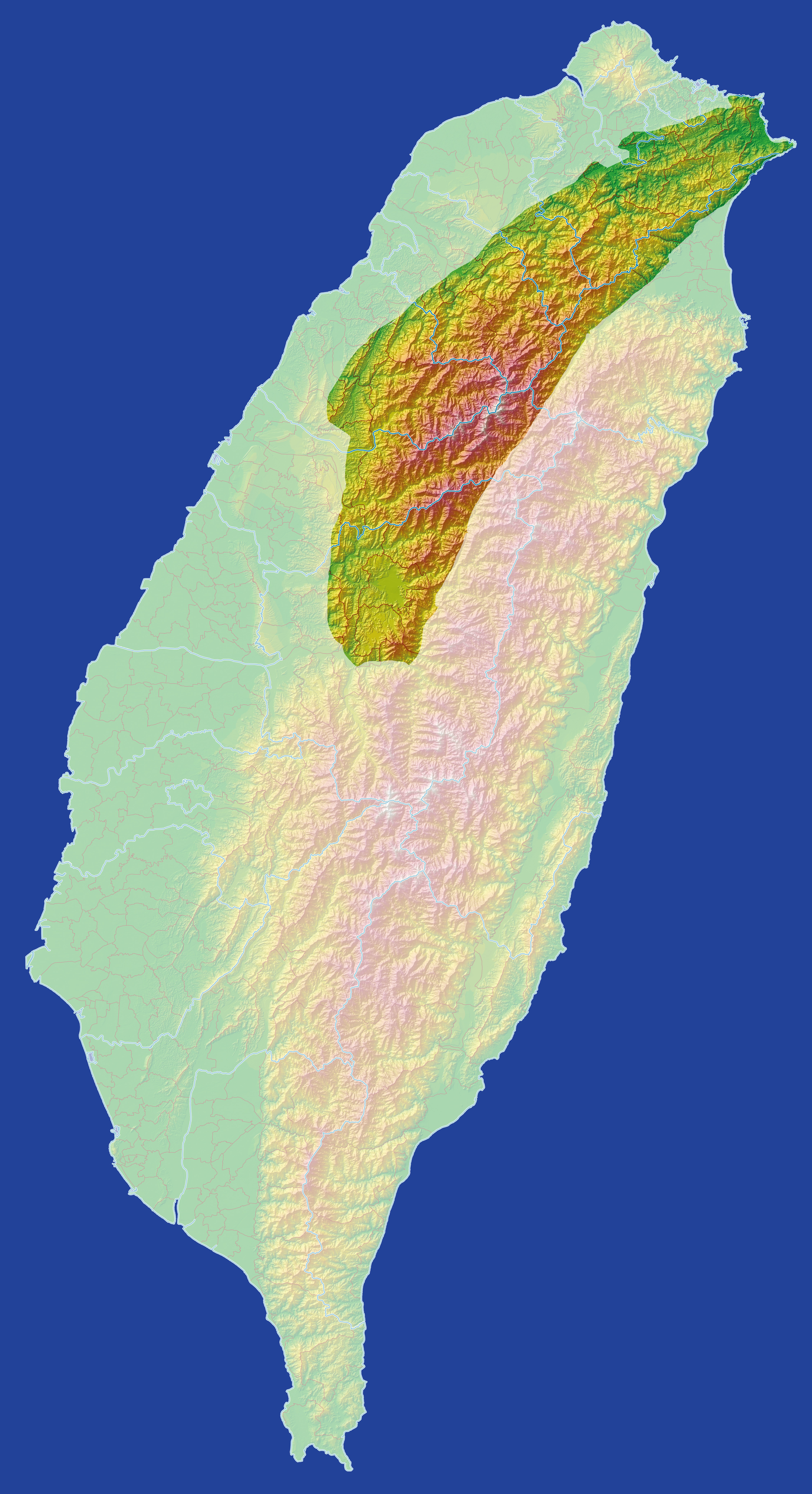
雪山山脈

台灣的地形是影響區域空氣污染情形的重要因素。秋冬大氣混合層低，氣流環境不利懸浮微粒擴散，必須依賴強勁且乾淨的東北風或北風才有機會將污染物吹散，降雨也有助懸浮微粒濃度降低。不過台灣受到地形影響，各區域受東北季風影響的程度大有不同，北部位於東北季風的迎風面，在沒有挾帶來自中國大陸的污染為前提，盛行風將北部製造的污染物帶離的效果較好，頻繁的降雨對空氣的改善也頗有幫助。至於中南部因位處雪山及中央山脈的背風面，天氣晴朗穩定，卻也較不利污染擴散，越往南走東北季風越趨微弱，污染物越容易累積，空氣品質就越差，高屏空品區因風速最弱，甚至無風，受到本地眾多污染源影響，加上北部和中部製造的污染物隨季風南下並在此累積，空氣品質為全台最糟。此外，盆地地形也會讓懸浮微粒滯留的時間拉長，如台中盆地以及埔里盆地，在大氣環境不利的天氣型態下，如高壓迴流時，東風受中央山脈阻擋而在西半部形成下沉氣流，盆地內的污染濃度便會迅速上升，其中埔里盆地境內雖無大型污染源，但因位處台中下風處，微弱的海風將中彰一帶的污染物一併帶入內陸，使得埔里盆地也成為空氣污染的重災區。另外，中南部靠山區域如南投竹山、雲林斗六以及嘉義市等地，也容易累積來自六輕或中彰沿海工業區的污染物。

### 季節與風向
秋冬兩季節空氣污染比較夏嚴重。秋冬盛行的東北季風南下影響台灣甚鉅，各區域的空氣品質依季風強弱而有不同。東北風較強時，強勁的風速也能使中南部的空氣好轉；較微弱的東北風則讓空氣品質由北而南愈來愈差。共同點是，盛行東北風時，天氣轉差且氣溫下降，髒空氣會隨著南下季風向南推，高屏地區作為最南端的弱風區域，空氣品質較差。冷高壓出海後，風向會由東北風逐漸轉為較溫暖的東風，並被中央山脈給阻擋下來，氣流會從台灣恆春半島、北台灣南北兩頭繞過，而在台灣西部產生風速微弱的繞流現象。一旦大氣中逆溫層較低時，這不只會阻礙污染物的傳輸，還會妨礙汙染物的垂直擴散，導致台灣境內造成的髒空氣無法稀釋，不斷在地面及低層大氣中累積，氣象學稱呼此大氣現象為高壓迴流。此時，北部回溫放晴，中南部空氣品質則隨之惡化，中部惡化程度更甚南部。隨著高壓出海後持續東移，東風再逐漸轉為東南風，這時污染範圍便往北擴張到桃竹一帶，較微弱的東南風甚至可能使大台北地區的空氣從原先的優良狀態急轉而下，而高屏地區的污染會稍微緩和，但改善有限。等到下一波北風或東北風南下，風速增強時，在台灣境內持續累積的污染物才有較佳的擴散機會，此時北部天氣再度轉差，空氣品質則恢復優良，桃竹到中部一帶的污染也會隨著東北風增強而改善，但越往南風速越弱，尤其高屏空品區又將重新累積本地製造以及來自中北部的髒空氣。基本上秋冬季節就是上述的風向循環，南下的東北季風隨著高壓位置移動而有不同的盛行風向，搭配地形因素，影響各區域的天氣型態以及空氣品質好壞。台灣夏季的混合層高度較高，且盛行暖溼上升的氣壓，因此垂直擴散能力佳。儘管夏季大氣環境有利顆粒污染物擴散，但臭氧污染卻會在夏季達到高峰。臭氧污染是一種光化學污染，由汽機車以及工業活動排放的廢氣經強烈日照而形成。台灣西部在夏季與初秋時因天氣穩定晴朗，臭氧濃度上升，其中又以都會區最為嚴重，臺北盆地夏季午後的臭氧污染已多次使空氣品質指標呈現對所有人不健康的紅色警示。

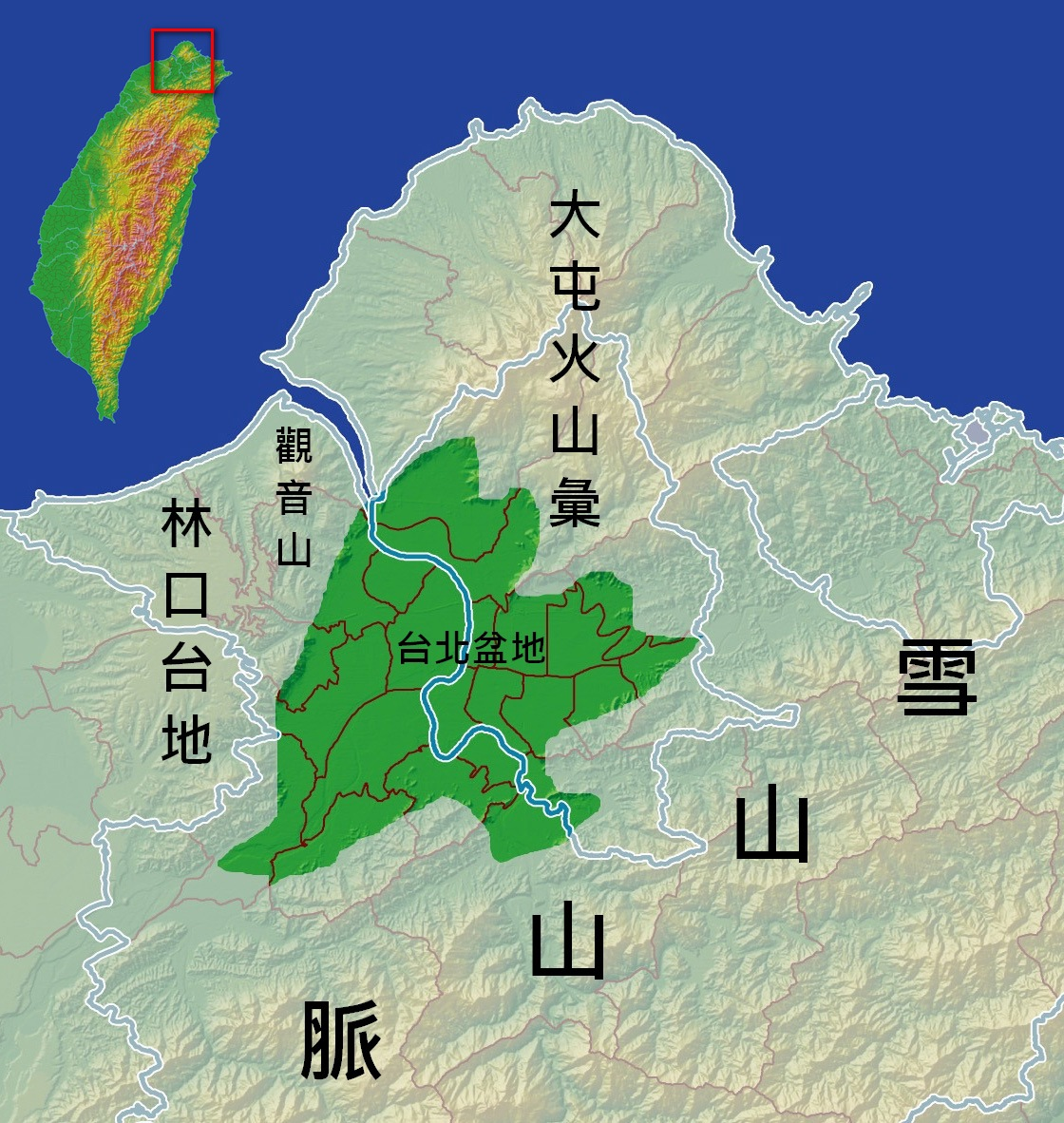
臺北盆地

### 高度
國立臺灣大學的研究指出，在大台北地區，一樓到三樓的PM2.5濃度是四樓以上PM2.5濃度的110%-120%。地面上的顆粒因故揚起和汽機車廢氣排放被認為是此現象的原因。

### 地理位置：境外污染
儘管風速較強的東北季風有利大氣擴散，但亦有可能將來自中國的境外污染帶進台灣，造成全台空氣品質急速惡化，北臺灣是境外污染移入時首當其衝受災的區域，接著髒空氣逐漸南下侵襲全台。境外污染的特性為強度大、影響範圍廣，持續時間較短，剛移入台灣的高濃度污染物甚至會影響花東的空氣品質。北部地區歷經短時間的高污染，空氣品質會率先好轉，中南部污染濃度下降的速度和幅度不如北部，越往南風速越弱，雲嘉南及高屏還有可能混合台灣自產的空污，使空氣品質無法明顯改善。
- 2013年，環保署表示共計有7個來自中國的沙塵暴，導致全台各地的空氣品質突然急遽惡化，一些中臺灣及南臺灣的空氣品質測站甚至出現「有害」的紫色等級。[26][7]
- 2018年10月底由於 東北季風增強，空氣污染指標為紅色。[86]

## 社會與文化
2018年二月，國民黨立委盧秀燕提案在2018年縣市長選舉時舉辦「反空汙公投」，批評民主進步黨執政後把人民當空氣清淨機是臺灣空氣汙染的元凶。此舉獲得國民黨立委李彥秀和賴士葆附和支持。
2018年九月，此公投遭查出31萬五千份連署書中，有「有偽造情事」、「連署前死亡（死人連署）」、「重複連署」人、「姓名錯誤或不明」、「未填具國民身分證統一編號或有錯誤、不明」、「未填具戶籍地址或有錯誤、不明」等問題的連署書將近十九萬份。

### 深澳發電廠
深澳發電廠是位於臺灣新北市瑞芳區深澳的火力發電廠，由台灣電力公司經營，1960年投產，2007年因機組老舊預備改建而除役。原有3部燃煤發電機組，完工時為台灣最大的發電廠（依發電容量），同時也是台灣首座大型發電廠，主要供應台灣北部電力需求。2007年除役後開始改建計畫，改建後的發電機組原計2019年投產，但因改建計畫包括在鄰近的深澳岬角興建卸煤專用碼頭，被認為將影響當地生態，加上電廠重啟後可能連帶造成周邊空氣品質惡化，目前改建工程尚未動工。

### 台塑控告教授
國立中興大學教授莊秉潔因質疑六輕的汙染問題，被台塑控告加重誹謗罪嫌。檢方直接以不起訴處分，並要求台塑自我反省。

## 解決台灣的空氣汙染
中南部地區長期以來的空氣污染問題嚴重，台灣健康空氣行動聯盟因此在2017年發起「反空汙找藍天大遊行」活動。環保署長李應元親自到場回應訴求表示，「中鋼、台電、中油的污染實際排放量都已進行減量，請環團共同來監督，不過3年內減少50%有困難，3年減25%可以做到，明年全國先減20%，在PM2.5方面，2019年減到18微克，但因為高雄的空氣汙染特別嚴重，將會專案處理。」李應元也指出，懸浮微粒空汙費2018年將開始徵收，而蔡英文政府已經同意對大林蒲進行健康風險評估，並已進行中，至於林園地區將斟酌劃入健康評估地區；Sox及NOx目前已增收30~40%費用；全國前30大污染源，主要為國營事業等鋼鐵電力石化業者，因此將針對國營事業及空汙費前20名工廠落實減排管理；淘汰一二期柴油大貨車、三期柴油車加裝濾煙器及推廣電動蔬果運輸車；提升公共運輸使用人次、鐵路軌道貨運運能與港區運輸管制，致力改善移動污染源造成的污染排放；從工業製程及車用油品成分等加強管制及減量，以降低環境中苯、甲苯等揮發性有機物及重金屬濃度等政策。經濟部政務次長龔明鑫則說，將由台電、中油、中鋼、中龍等國營事業為首，投入約584億台幣，落實污染防制設備改善製程及更新，希望可以減少20至40％排放量，並將提出未來改善計畫。
行政院已於2017年12月14日通過「空氣污染防制法」（簡稱空污法）修正案並送請立法院審議中。
2018年初，蔡英文政府決議讓第二核能發電廠恢復持續運轉，時任的最大反對黨主席朱立倫雖表示理解，但仍批評此舉是執政黨及蔡政府能源政策轉彎。2018年6月25日，空污法修正案三讀通過，規範了空氣品質維護區的劃設，固定和移動污染源之管制措施，以及空污總量管制等。

## 外部連結
- 環保署空氣品質監測網 （页面存档备份，存于）

- Taiwan Air Quality Monitoring Network （页面存档备份，存于）
- 臺灣大學風險社會與政策研究中心能源資訊組整理-不只沒有藍天，還少活了幾天！  （页面存档备份，存于）
- 防霾紗窗資訊網 （页面存档备份，存于）
- 臺灣酸雨資訊網 （页面存档备份，存于）